# Лазар Вантов
Лазар Христов Вантов е български революционер, деец на Вътрешната македоно-одринска революционна организация.

## Биография
Караджов е роден в 1876 година в гевгелийското село Смол, тогава в Османската империя, днес Микро Дасос в Гърция. Влиза във ВМОРО и е част от Смолския революционен комитет. При избухването на Мачуковската афера през октомври 1902 година успява да избегне ареста и става нелегален. През Илинденско-Преображенското въстание в 1903 година участва в бомбардирането на железопътната линия и мост при Харизанов камък, в сражението Клисура и в сражението при Бешбунар, под войводството на Сава Михайлов.
Емигрира в Свободна България и се установява в Горна Оряховица.
На 18 март 1943 година подава молба за българска народна пенсия, която е одобрена и пенсията е отпусната от Министерския съвет на Царство България